# W86 (核彈頭)
W86是美國的一款透地核彈頭(英語: earth-penetrating nuclear warhead) (參見:掩體核炸彈，英語: Nuclear bunker buster)，用於潘興II中程彈道導彈。在1980年9月因當潘興II從摧毀加固目標，改為瞄準更遠的軟目標，W86的設計被取消。W85和W86核彈頭為同時研發，W85全部用於生產潘興II導彈。
W86的透地外殼研發工作在1975年於桑迪亞國家實驗室開始。W86的目標是在當量較小的情況下摧毀加固建築。

## 設計
美國國家科學研究委員會2005年進行的一項研究調查了許多透地武器計劃，指W86的直徑為170 mm(6.7英吋)，重184 kg(406磅)。這研究假設峰值允許減速(英語: peak allowable deceleration)為10,000g，計算出透地武器的穿透深度為7.2 m(24呎)(中等強度岩石)，18.7 m(61呎)(低強度岩石)，115 m(377呎)(泥沙或黏土)。該研究引用了W86彈頭開發報告的數據。
在美國國家科學研究委員會的研究中，W86的「低當量」是指少於0.5萬噸(21 TJ)或少於1萬噸(42 TJ)。
在1979年桑迪亞國家實驗室的每月期刊的文章中，指一個400磅(180 kg)的試驗組件穿入托諾帕測試場(英語:Tonopah Test Range)67.5呎(20.6 m)的湖床，撞擊地面速度為1,796呎/秒(547 m/s)。研究需要對透地武器進行大約20次測試，以測試透地武器穿入各種物質情況。
W86為內爆式核武器。

## 相片
- W86核彈頭在投放試驗前和後的外殼
- 潘興II透地武器離開用於穿透測試的發射口時的高速圖像。此時速度為每秒 1795呎
- 潘興II透地武器測試元件已準備好發射